# Jacob Bang
Jacob Eiler Bang (Frederiksberg, 16 dicembre 1899 – Kongens Lyngby, 16 marzo 1965) è stato un designer danese.

## Biografia

### Formazione
Gli studi di Bang sono iniziati nel campo della scultura, successivamente si è dedicato all'architettura all'Accademia danese di Belle Arti.

### Attività
Bang ha cominciato la carriera di designer nel 1924 presso la vetreria Holmegaard, di cui divenne direttore nel 1928..
Il suo studio fu aperto nel 1942, progettando prodotti in ceramica per la NymØlle e in metallo per l'Pan Aluminium.
Nel 1957 divenne direttore artistico della vetreria Kastrup, che tra l'altro successivamente si fuse con la Holmegaard.

### Contributo
I suoi prodotti in vetro erano funzionali e semplici da utilizzare, rispondendo a quello che era il suo concetto di design e come dimostrano il bicchiere da vino Hogla e la serie di articoli Primula. Il designer fu influenzato dal Movimento Moderno ma lo seppe ammorbidire centrandolo maggiormente sull'uomo.